# 蔡文瓚
蔡文瓚（越南语：／；1885年12月27日—1952年），字善溪（越南语：／），越南阮朝官員。

## 生平
蔡文瓚是廣治省海陵縣歸善村（今屬廣治省海陵縣海歸社）人，父親是知府蔡文筆，母親是從善王阮福綿審愛女尊女氏爾絲。蔡文瓚少年時在河內通言場（翻譯學校）接受教育，後進入殖民政府工作，在乂安公使座擔任參佐。啟定三年（1918年），啟定帝徵召蔡文瓚到順化任職，對授鴻臚寺卿，充御前通事。次年（1919年），升授光祿寺卿；啟定五年（1920年），升太常寺卿。
啟定七年（1922年），升參知銜，隨啟定帝出訪法國，擔任護駕文臣。啟定八年（1923年），升任廣南省布政使，署巡撫銜。任職期間，准許一兩個月回京城順化一次，方便啟定帝向他諮詢事情。啟定四年（1924年），改權承天府尹。啟定十年（1925年），實授承天府尹。
保大二年（1927年），升任清化總督。保大五年（1930年）正月，升任戶部尚書，充機密院大臣。保大六年（1931年），授協佐大學士。保大七年（1932年），前往法國，接保大帝回國。
保大八年（1933年）夏，保大帝改革內閣，蔡文瓚是唯一一位被留用的尚書，改任工作美術和禮儀部尚書，充機密院大臣。3个月後，吏部尚書吳廷琰辭職。閏五月三十日（7月22日），蔡文瓚接任吏部尚書。
保大十三年（1938年），蔡文瓚受封為歸善男（越南语：／）。

保大十七年三月二十八日（1942年5月12日），蔡文瓚升授東閣大學士致事，由范瓊接任吏部尚書。

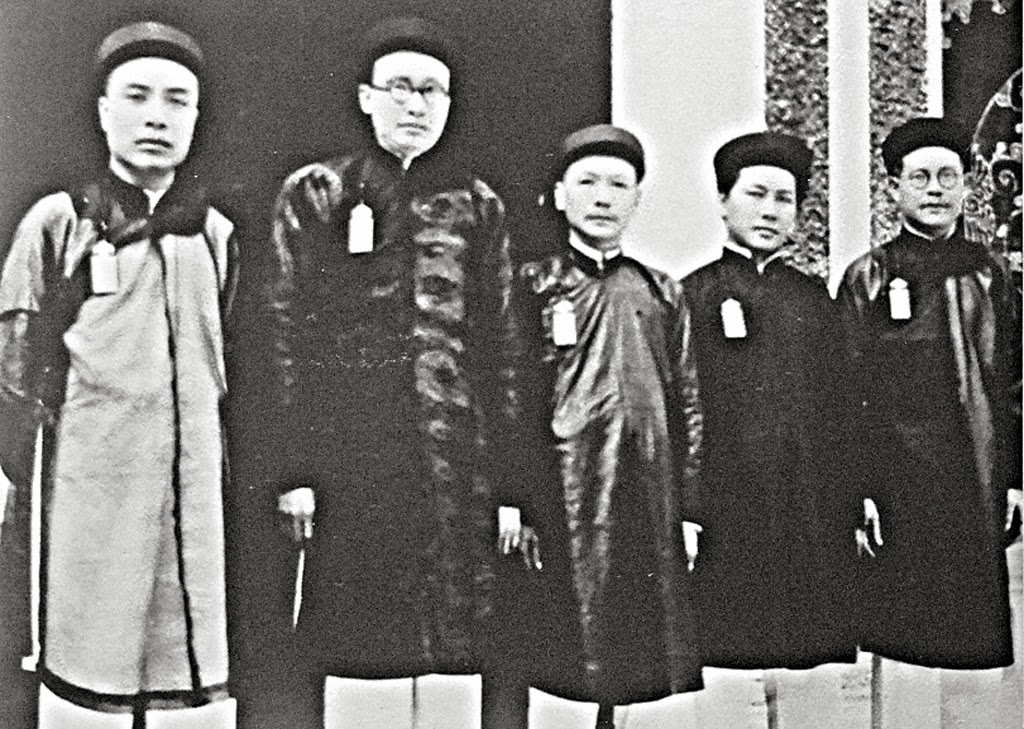
左起第三位為工作部兼美術和禮儀部尚書蔡文瓚

1946年，蔡文瓚在乂安省定居，被越南民主共和國當地政府聘為第四聯區顧問。1952年，蔡文瓚在乂安省英山縣白玉社去世，壽六十九歲。

## 家庭
蔡文瓚的妻子為尊女氏良錦，法名清善。女兒蔡氏如珪嫁阮文定。